# Зарлайнсбах
Зарлайнсбах (нем. Sarleinsbach) — ярмарочная коммуна[уточнить] (нем. Marktgemeinde) в Австрии, в федеральной земле Верхняя Австрия.
Входит в состав округа Рорбах. Население составляет 2302 человека (на 31 декабря 2005 года). Занимает площадь 37 км². Официальный код — 41338.

## Политическая ситуация
Бургомистр коммуны — Максимилиан Видерзедер (АНП) по результатам выборов 2003 года.
Совет представителей коммуны (нем. Gemeinderat) состоит из 25 мест.
- АНП занимает 19 мест.
- СДПА занимает 4 места.
- АПС занимает 2 места.